# Fraiseuse à reproduire
 (novembre 2023).
Si vous disposez d'ouvrages ou d'articles de référence ou si vous connaissez des sites web de qualité traitant du thème abordé ici, merci de compléter l'article en donnant les références utiles à sa vérifiabilité et en les liant à la section « Notes et références ».
Pour les articles homonymes, voir Fraiseuse (homonymie).
Les fraiseuses à reproduire ont été conçues pour  permettre l'usinage de surfaces complexes sans traçage préalable et sans outillages spéciaux. Les premières machines basées sur le système du  pantographe demandant une habileté toute particulière de l'opérateur, sont remplacées par des commandes automatiques obéissant à des données numériques.
Ces machines appelées machines à reproduire permettent la réalisation de pièces à partir d’un gabarit ou d’une pièce modèle.

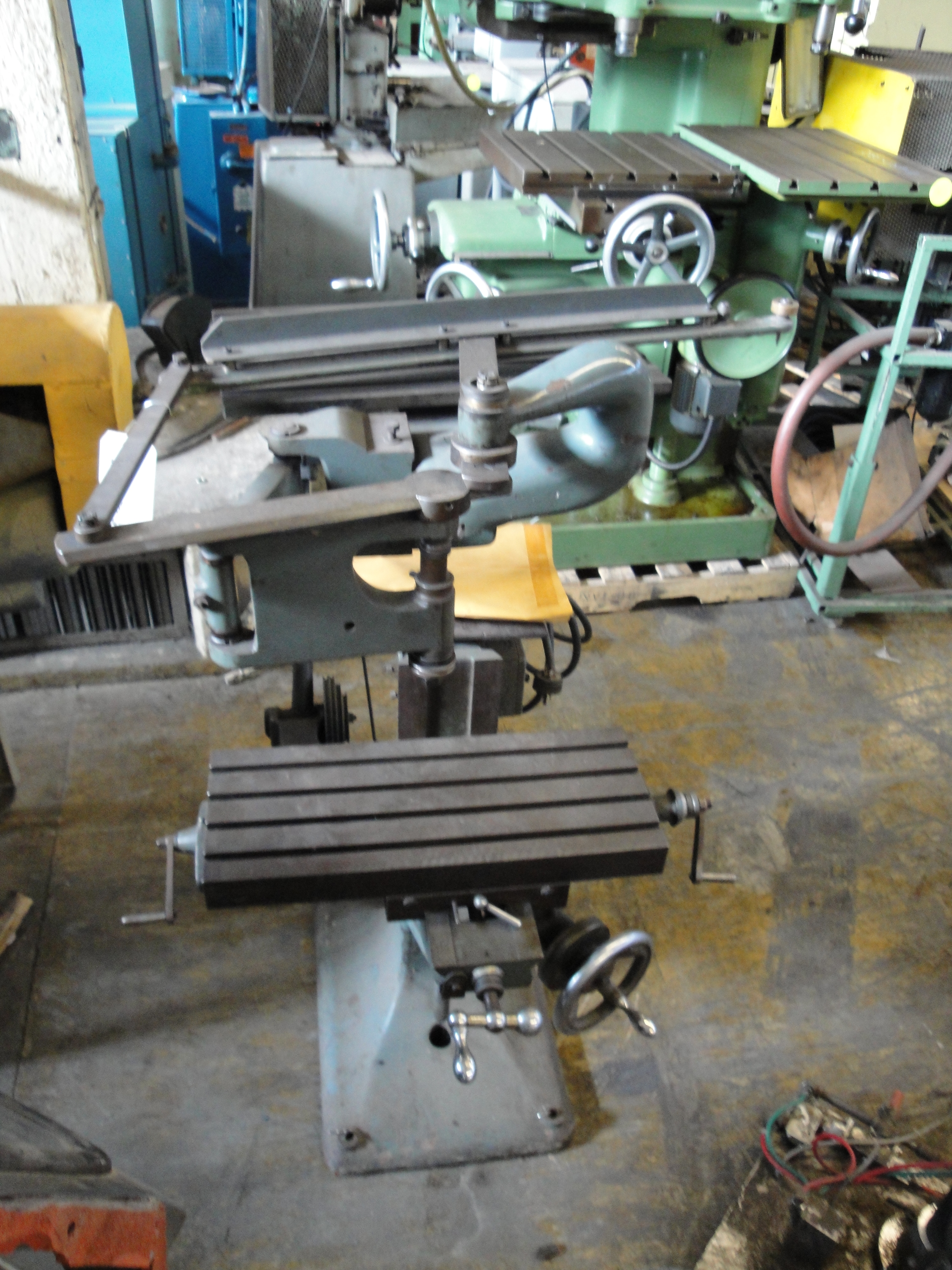
Machine à reproduire.

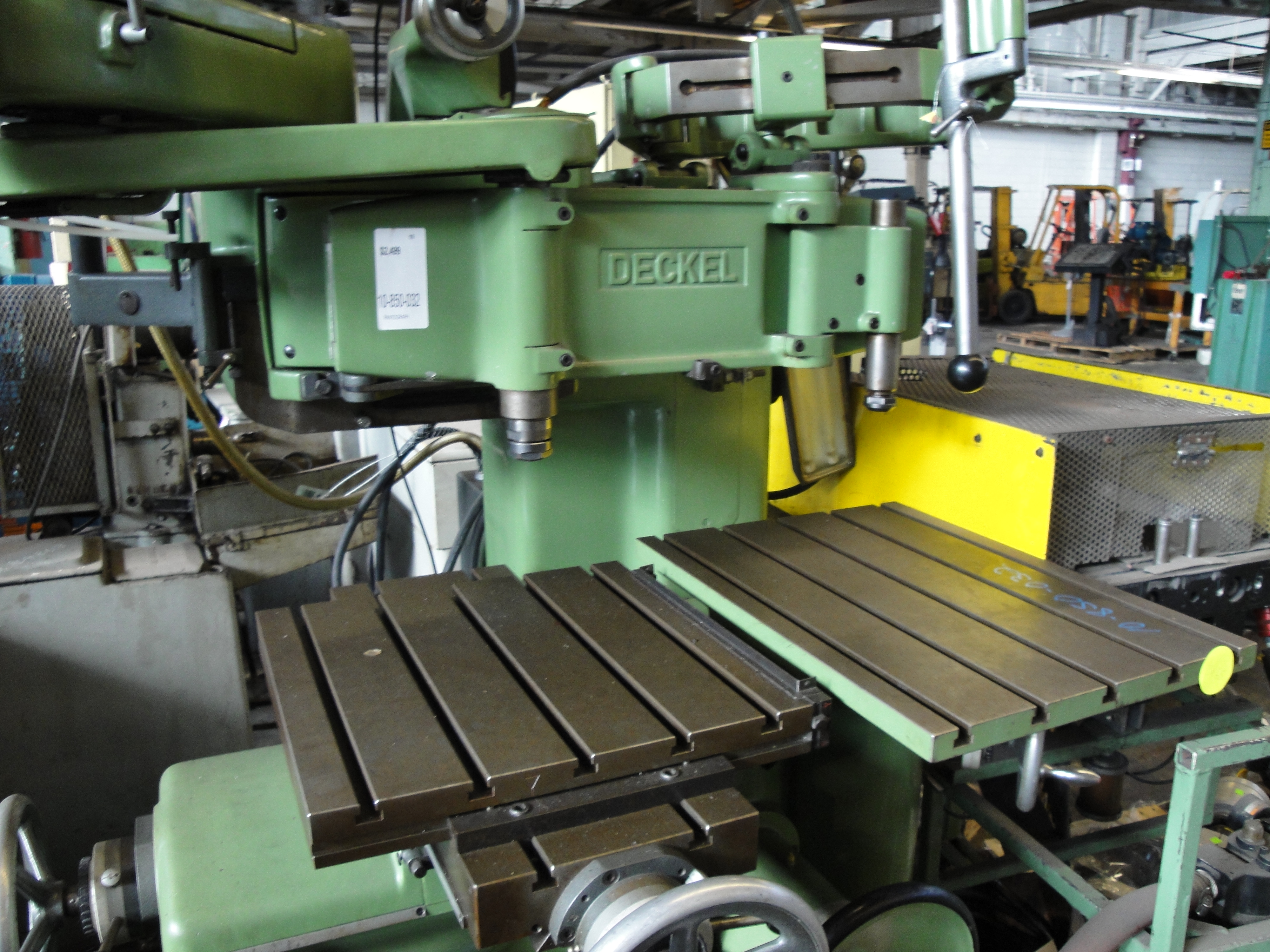
Détail du pantographe.

## Typologie
On distingue :
- dispositif mécanique par pantographe ou table mobile ;
- reproducteur hydraulique ;
- commandes numériques.

Ces machines sont munies généralement d’un variateur continu de vitesse qui adapte la vitesse de rotation de l’outil en fonction de son diamètre ;
- machines simples à un seul pantographe avec la broche montée sur un des bras. Elles sont utilisées pour la gravure sur acier, la réalisation de poinçon (imprimerie) et autres types de gravures ou de dessins comme le physionotrace.

### Fraiseuse à pantographe
- La broche est montée sur un parallélogramme dont les articulations arrière se déplacent verticalement sur deux glissières. Comme pour le pantographe du dessinateur, le rapport de réduction s’obtient en agissant sur le parallélogramme et sur le palpeur. Ce parallélogramme est articulé et se déplace selon 3 axes.
- Le travail s’effectue en déplaçant le palpeur sur un modèle ou gabarit et retransmet le mouvement à la broche porte-outil selon le rapport de réduction.
- Pour les travaux à la même échelle, les bras, la broche et le palpeur sont immobilisés et la table se déplace selon deux directions.
- Demande de la part de l’opérateur une très grande habileté.

### Fraiseuse à table mobile
- Avec l’aspect d’une fraiseuse verticale, le déplacement vertical de la broche est lié à celui du palpeur.
- Le déplacement horizontal de la table est assuré par un levier. La table se déplace dans les deux directions horizontales grâce à deux glissières perpendiculaires.
- Le lien étroit table-palpeur et le contact constant entre le palpeur et le gabarit permettent la reproduction fidèle.

### Fraiseuse à commande hydraulique
- Utilisée pour d’importantes productions, le système hydraulique de copiage (identique à celui du tour parallèle) comporte un palpeur qui agit sur les déplacements : verticaux de la broche, transversaux du coulisseau et longitudinaux de la table.
- La sensibilité et la douceur du contact palpeur permettent d’utiliser des modèles en bois ou en plâtre.
- Ces machines peuvent avoir des avances automatiques sur la table et le coulisseau.

### Machine-outil à commande numérique
- À partir du plan d’un objet numérisé selon ses trois dimensions, les données informatiques issues de la  CAO sont introduites dans une fraiseuse à reproduire. Cette méthode évite la construction d’un modèle (bois ou plâtre) et permet d’adapter rapidement des modifications de conception. Issue de l’industrie aéronautique, cette méthode fut vite adoptée par l’industrie automobile dans le domaine des prototypes et de la production série.
- La souplesse de l’usage de l’ordinateur et sa rapidité de calcul tendent à généraliser la fabrication de telles machines, laissant sur le marché une très petite place au système à pantographe, qui n’est plus utilisé que pour les petites reproductions tenant au domaine de l’art.